# Trentino Rosa 2021-2022
Questa voce raccoglie le informazioni riguardanti la Trentino Rosa nelle competizioni ufficiali della stagione 2021-2022.

## Stagione
Nella stagione 2021-22 la Trentino Rosa assume la denominazione sponsorizzata di Delta Despar Trentino.
Partecipa per la seconda volta alla Serie A1; chiude la regular season di campionato al quattordicesimo posto in classifica, retrocedendo in Serie A2.

## Organigramma societario
Area direttiva
- Presidente: Roberto Postal

Area tecnica
- Allenatore: Matteo Bertini
- Allenatore in seconda: Milo Piccinini
- Assistente allenatore: Matteo Freschi
- Scout man: Ismaele Pertile

Area sanitaria
- Fisioterapista: Ilenia Marin

## Rosa
| N° | Nome                 | Ruolo | Data di nascita  | Nazionalità sportiva |
| -- | -------------------- | ----- | ---------------- | -------------------- |
| 1  | Vittoria Piani       | O     | 12 febbraio 1998 | Italia               |
| 2  | August Raskie        | P     | 13 dicembre 1996 | Stati Uniti          |
| 3  | Yamila Nizetich      | S     | 27 gennaio 1989  | Argentina            |
| 4  | Jessica Rivero       | S     | 15 marzo 1995    | Spagna               |
| 5  | Ilenia Moro          | L     | 5 febbraio 1999  | Italia               |
| 6  | Chiara Mason         | S     | 11 luglio 2000   | Italia               |
| 7  | Geraldina Quiligotti | L     | 16 ottobre 1994  | Italia               |
| 8  | Michela Rucli        | C     | 1º maggio 1996   | Italia               |
| 9  | Rebecca Piva         | S     | 1º maggio 2001   | Italia               |
| 10 | Martina Stocco       | P     | 27 gennaio 2000  | Italia               |
| 12 | Eleonora Furlan      | C     | 10 marzo 1995    | Italia               |
| 14 | Irene Botarelli      | O     | 18 giugno 1996   | Italia               |
| 15 | Beatrice Berti       | C     | 12 gennaio 1996  | Italia               |

## Mercato
| Acquisti | Acquisti             | Acquisti             | Acquisti   |
| R.       | Nome                 | da                   | Modalità   |
| -------- | -------------------- | -------------------- | ---------- |
| C        | Beatrice Berti       | Millenium Brescia    | definitivo |
| O        | Irene Botarelli      | Montale              | definitivo |
| S        | Yamila Nizetich      | Béziers              | definitivo |
| S        | Chiara Mason         | Soverato             | definitivo |
| S        | Rebecca Piva         | Olimpia Teodora      | definitivo |
| L        | Geraldina Quiligotti | -                    | definitivo |
| P        | August Raskie        | Béziers              | definitivo |
| S        | Jessica Rivero       | Legionovia           | definitivo |
| C        | Michela Rucli        | Libertas Martignacco | definitivo |
| P        | Martina Stocco       | Hermaea              | definitivo |

| Cessioni | Cessioni           | Cessioni              | Cessioni   |
| R.       | Nome               | a                     | Modalità   |
| -------- | ------------------ | --------------------- | ---------- |
| O        | Elena Bisio        | Aduna Padova          | definitivo |
| P        | Maria Luisa Cumino | Mondovì               | definitivo |
| S        | Sofia D'Odorico    | AGIL                  | definitivo |
| C        | Silvia Fondriest   | Millenium Brescia     | definitivo |
| S        | Benedetta Marcone  | Volta                 | definitivo |
| S        | Giulia Melli       | Wealth Planet Perugia | definitivo |
| C        | Valeria Pizzolato  | Helvia Recina         | definitivo |
| S        | Rebecca Piva       | Millenium Brescia     | definitivo |
| P        | Maria Irene Ricci  | Helvia Recina         | definitivo |
| S        | Francesca Trevisan | Mondovì               | definitivo |

## Risultati

### Serie A1

#### Girone di andata
| 1ª giornata - 10 ottobre 2021 Palazzetto dello sport, Bergamo   | Bergamo 1991    | 1 - 3 | Trentino Rosa         | 25-23, 23-25, 18-25, 18-25        |
| 2ª giornata - 17 ottobre 2021 PalaSanbapolis, Trento            | Trentino Rosa   | 2 - 3 | Cuneo Granda          | 16-25, 25-17, 21-25, 16-25, 4-15  |
| 3ª giornata - 20 ottobre 2021 PalaWanny, Firenze                | San Casciano    | 3 - 1 | Trentino Rosa         | 25-13, 17-25, 25-16, 25-19        |
| 4ª giornata - 24 ottobre 2021 Palazzetto dello Sport, Scandicci | Savino Del Bene | 3 - 0 | Trentino Rosa         | 25-22, 25-20, 25-19               |
| 5ª giornata - 30 ottobre 2021 PalaSanbapolis, Trento            | Trentino Rosa   | 1 - 3 | Chieri '76            | 32-30, 19-25, 22-25, 13-25        |
| 6ª giornata - 7 novembre 2021 PalaCarneroli, Urbino             | Megavolley      | 3 - 2 | Trentino Rosa         | 17-25, 18-25, 27-25, 25-16, 23-21 |
| 7ª giornata - 13 novembre 2021 PalaSanbapolis, Trento           | Trentino Rosa   | 0 - 3 | Wealth Planet Perugia | 18-25, 21-25, 19-25               |
| 8ª giornata - 21 novembre 2021 PalaVerde, Villorba              | Imoco           | 3 - 0 | Trentino Rosa         | 25-13, 25-11, 25-20               |
| 9ª giornata - 28 novembre 2021 PalaSanbapolis, Trento           | Trentino Rosa   | 0 - 3 | Casalmaggiore         | 20-25, 16-25, 21-25               |
| 10ª giornata - 5 dicembre 2021 PalaSanbapolis, Trento           | Trentino Rosa   | 2 - 3 | UYBA                  | 25-18, 25-16, 16-25, 16-25, 11-15 |
| 11ª giornata - 12 dicembre 2021 PalaTerdoppio, Novara           | AGIL            | 3 - 0 | Trentino Rosa         | 25-16, 25-19, 25-13               |
| 12ª giornata - 18 dicembre 2021 PalaSanbapolis, Trento          | Trentino Rosa   | 3 - 0 | Roma Club             | 25-23, 25-15, 25-22               |
| 13ª giornata - 25 gennaio 2022 Palazzetto dello Sport, Monza    | Pro Victoria    | 3 - 0 | Trentino Rosa         | 25-20, 25-18, 25-19               |

#### Girone di ritorno
| 14ª giornata - 23 febbraio 2022 PalaSanbapolis, Trento     | Trentino Rosa         | 3 - 0 | Bergamo 1991    | 25-17, 25-20, 25-16               |
| 15ª giornata - 16 gennaio 2022 PalaCastagnaretta, Cuneo    | Cuneo Granda          | 3 - 2 | Trentino Rosa   | 18-25, 25-19, 17-25, 25-19, 15-8  |
| 16ª giornata - 22 gennaio 2022 PalaSanbapolis, Trento      | Trentino Rosa         | 1 - 3 | San Casciano    | 16-25, 27-29, 25-11, 22-25        |
| 17ª giornata - 29 gennaio 2022 PalaSanbapolis, Trento      | Trentino Rosa         | 0 - 3 | Savino Del Bene | 20-25, 15-25, 18-25               |
| 18ª giornata - 6 febbraio 2022 PalaMaddalene, Chieri       | Chieri '76            | 3 - 1 | Trentino Rosa   | 22-25, 25-22, 25-18, 25-23        |
| 19ª giornata - 13 febbraio 2022 PalaSanbapolis, Trento     | Trentino Rosa         | 0 - 3 | Megavolley      | 19-25, 14-25, 19-25               |
| 20ª giornata - 19 febbraio 2022 PalaEvangelisti, Perugia   | Wealth Planet Perugia | 3 - 2 | Trentino Rosa   | 22-25, 24-26, 25-20, 25-21, 15-13 |
| 21ª giornata - 27 febbraio 2022 PalaSanbapolis, Trento     | Trentino Rosa         | 0 - 3 | Imoco           | 19-25, 18-25, 16-25               |
| 22ª giornata - 6 marzo 2022 PalaRadi, Cremona              | Casalmaggiore         | 2 - 3 | Trentino Rosa   | 25-18, 25-21, 22-25, 18-25, 10-15 |
| 23ª giornata - 13 marzo 2022 PalaPiantanida, Busto Arsizio | UYBA                  | 3 - 0 | Trentino Rosa   | 25-17, 25-22, 25-21               |
| 24ª giornata - 19 marzo 2022 PalaSanbapolis, Trento        | Trentino Rosa         | 1 - 3 | AGIL            | 25-23, 13-25, 22-25, 21-25        |
| 25ª giornata - 27 marzo 2022 Palazzo dello Sport, Roma     | Roma Club             | 0 - 3 | Trentino Rosa   | 15-25, 21-25, 16-25               |
| 26ª giornata - 2 aprile 2022 PalaSanbapolis, Trento        | Trentino Rosa         | 0 - 3 | Pro Victoria    | 22-25, 22-25, 27-29               |

## Statistiche

### Statistiche di squadra
| Competizione | Punti | In casa | In casa | In casa | In trasferta | In trasferta | In trasferta | Totale | Totale | Totale |
| Competizione | Punti | G       | V       | P       | G            | V            | P            | G      | V      | P      |
| ------------ | ----- | ------- | ------- | ------- | ------------ | ------------ | ------------ | ------ | ------ | ------ |
| Serie A1     | 19    | 13      | 2       | 11      | 13           | 3            | 10           | 26     | 5      | 21     |
| Totale       | -     | 13      | 2       | 11      | 13           | 3            | 10           | 26     | 5      | 21     |

G = partite giocate; V = partite vinte; P = partite perse

### Statistiche dei giocatori
| Giocatore     | Serie A1 | Serie A1 | Serie A1 | Serie A1 | Serie A1 | Totale | Totale | Totale | Totale | Totale |
| Giocatore     | P        | PT       | AV       | MV       | BV       | P      | PT     | AV     | MV     | BV     |
| ------------- | -------- | -------- | -------- | -------- | -------- | ------ | ------ | ------ | ------ | ------ |
| B. Berti      | 15       | 83       | 54       | 25       | 4        | 15     | 83     | 54     | 25     | 4      |
| I. Botarelli  | 21       | 25       | 19       | 4        | 2        | 21     | 25     | 19     | 4      | 2      |
| E. Furlan     | 24       | 165      | 109      | 46       | 10       | 24     | 165    | 109    | 46     | 10     |
| C. Mason      | 26       | 87       | 70       | 6        | 11       | 26     | 87     | 70     | 6      | 11     |
| I. Moro       | 26       | 0        | 0        | 0        | 0        | 26     | 0      | 0      | 0      | 0      |
| Y. Nizetich   | 26       | 243      | 209      | 13       | 21       | 26     | 243    | 209    | 13     | 21     |
| V. Piani      | 20       | 320      | 280      | 10       | 30       | 20     | 320    | 280    | 10     | 30     |
| R. Piva       | 12       | 45       | 33       | 4        | 8        | 12     | 45     | 33     | 4      | 8      |
| G. Quiligotti | 6        | 0        | 0        | 0        | 0        | 6      | 0      | 0      | 0      | 0      |
| A. Raskie     | 26       | 63       | 45       | 15       | 3        | 26     | 63     | 45     | 15     | 3      |
| J. Rivero     | 26       | 321      | 280      | 13       | 28       | 26     | 321    | 280    | 13     | 28     |
| M. Rucli      | 19       | 76       | 41       | 30       | 5        | 19     | 76     | 41     | 30     | 5      |
| M. Stocco     | 24       | 12       | 3        | 5        | 4        | 24     | 12     | 3      | 5      | 4      |

P = presenze; PT = punti totali; AV = attacchi vincenti; MV = muri vincenti; BV = battute vincenti